# Thor (Marvel Comics)
Thor é um personagem fictício que aparece nas  histórias em quadrinhos, publicadas pela Marvel Comics, baseadas no deus Thor da Mitologia Nórdica, ele foi criado por Stan Lee e Jack Kirby. Sua principal arma é o martelo Mjonir.
Estreando na Era de Prata dos quadrinhos, o personagem apareceu pela primeira vez em Journey into Mystery #83 (agosto de 1962). Ele é um membro fundador da equipe de heróis Vingadores.
Chris Hemsworth interpreta Thor nos filmes do Universo Cinematográfico Marvel.

## Publicação
O super-herói Thor estreou na antologia de ficção científica e fantasia Journey into Mystery #83 (agosto de 1962), criada por Stan Lee, Larry Lieber e Jack Kirby. Usar Thor em uma história em quadrinhos de super-heróis não foi uma novidade, a Fox Feature Syndicate publicou uma versão em 1940, a própria Marvel (quando ainda se chamava Atlas) teve a sua versão publicada em  Venus #12-13 (fevereiro-abril de 1951). Ainda na década de 50, Jack Kirby havia criado uma versão de Thor para a DC Comics.
Quando O Poderoso Thor surgiu nos quadrinhos Marvel, os artistas se inspiraram nas lendas nórdicas, com seus deuses e ameaças tão fantásticas. Mas ele só foi retratado como o verdadeiro deus nórdico e não um humano com poderes, quando Lee assumiu os roteiros do personagem, que no início ficaram a cargo de seu irmão, Larry Lieber. Assim foi criado o mais poderoso membro dos Vingadores.
Em várias histórias Thor Odinson enfrenta divindades de outras mitologias. Um dos confrontos mais memoráveis foi quando combateu Hércules, numa série de histórias de Lee/Kirby e que introduziram os deuses gregos no Universo Marvel. Também já enfrentou o deus egípcio Seth.

## Publicação no Brasil
Thor foi publicado pela primeira vez no Brasil em 1967, através da parceria entre os postos Shell, EBAL e TV Bandeirantes que exibia o bloco de animações The Marvel Super Heroes, Thor era um das atrações do bloco, ao lado de Capitão América, Namor, Hulk e Homem de Ferro.
Como estratégia de marketing , os postos Shell distribuiram gratuitamente a revista "Dois Super-Heróis Shell Homem de Ferro e Capitão América - Capitão Z #0" e vendeu a NCr$ 0,50 as revistas "Mais um Super-Herói Shell - O Poderoso Thor" #0" e Superxis - Dois Super Heróis Shell - Píncipe Submarino / O Incrível Hulk # 0, as edições seguintes seriam vendidas em bancas pela EBAL. Após a publicação em Capitão Z, o deus do Trovão passou a ser publicado na quarta versão da revista "Álbum Gigante", a revista teve 33 edições e foi publicada até Maio de 1970. Em Junho do mesmo ano, Thor passou a ser publicado na revista A Maior, onde também eram publicadas as histórias do Capitão América e Homem de Ferro.

### Thor vs X-Men
Na década de 1960, a EBAL optou por não publicar personagens da Marvel que não tivessem desenhos animados exibidos no país, os títulos restantes da editora americana foram publicados em várias editoras distintas, X-Men, Surfista Prateado e Capitão Marvel por exemplo, foram publicados pela editora GEP (Gráfica Editora Penteado) em Uma Revista GEP (a partir do #8 chamada de Edições GEP).
As revistas da GEP possuíam mais páginas que uma revista original americana, que tinham 20 páginas e apenas uma história. Assim, eram produzidas histórias inéditas por artistas brasileiros. Thor e os Vingadores aparecem em um crossover com os X-Men, na edição 3. Uma história publicada na Edições GEP #8 gerou polêmica, isso por que foi publicada nessa revista, a história "Os X-Men enfrentam... Thor, o Viking!", escrita por Gedeone  Malagola (que era o editor da revista) e desenhada por Walter S. Gomes. Na trama, o leitor é apresentado a uma versão alternativa do Poderoso Thor, semelhante as histórias da revista What If? (O Que Aconteceria Se...), lançada em pela Marvel em 1977.
Na história, Thor permanecerá congelado em um bloco de gelo por séculos e desperta após a explosão de um  submarino.  Ao despertar, passa a ser uma ameaça à população do século XX e enfrenta os X-Men, com a explosão de seu martelo Mjölnir (chamado de "Martelo dos Deuses"). Este fica radioativo e o corpo de Thor é protegido por uma carga magnética. Por fim, Thor é derrotado pelos X-Men e enviado ao passado através de uma máquina do tempo presente no Instituto Xavier. Mesmo se tratando de uma outra versão para o Thor (que não possuía a identidade secreta de Donald Blake), o personagem possuía o mesmo visual do Thor publicado pela EBAL..

### GEA
Em 1972, após deixar de ser publicados pela EBAL, Thor ganha a revista "O Poderoso Thor" pela GEA (Grupo de Editores Associados), a revista teve apenas duas edições.

### Bloch Editores
Em 1975, os títulos da Marvel passam a ser licenciados pela Bloch Editores, seguindo a estratégia usada pela EBAL em 1967, o bloco de animações The Marvel Super Heroes era exibido no programa do Capitão Aza, que divulgava o "Clube do Bloquinho", criado em parceira com a editora. Na Bloch, foi lançada uma nova revista com o nome de "O Poderoso Thor" em formatinho.

### Abril
Em 1979, Thor passa a ser publicado em formatinho pela Editora Abril nas revistas mix Heróis da TV, Capitão América  e Superaventuras Marvel.  Entre 1998 e 1999, a Editora Abril lançou a mini-série Heróis Renascem, a mini-série surgiu em 1996, após o evento Massacre Marvel, a ideia da editora era recontar as origens de alguns dos heróis Marvel, foram lançadas novas revistas do Capitão América, Os Vingadores, Quarteto Fantástico e Homem de Ferro ambientadas em um novo universo (já que no Universo Marvel tradicional os personagens foram dados como mortos).
As revistas foram produzidas pelos quadrinistas Jeph Loeb, Jim Lee e Rob Liefeld, (artistas que outrora fizeram sucesso na Marvel e fundaram a Image Comics), após um ano, a mini-série gerou muita controvérsia e a editora resolveu trazer os heróis ao seu universo tradicional. No Brasil todas essas revistas foram lançadas no formato americano (17 x 26 cm), papel jornal e contendo apenas uma história por edição. Em 2000, a editora resolveu cancelar seus mixes, Thor passou a ser publicados nas revistas Grandes Heróis Marvel (tanto na 2ª versão em formatinho, quanto na versão "Premium"), Marvel 98 e Marvel 2000.

### Panini Comics
Em 2003, a Panini Comics passou a publicar os títulos da Marvel no país. Assim como na Editora Abril, Thor não teve um título mensal próprio, apenas publicações de arcos de histórias fechados com suas histórias eram publicadas na revista Os Novos Vingadores até 2010. Em 2011, entrou na revista O Invencível Homem de Ferro, que passou a se chamar Homem de Ferro & Thor.

## Biografia ficcional do personagem
Filho de Odin, o deus supremo de Asgard (lar dos deuses nórdicos) e de Jord, a deusa da Terra (também chamada de Midgard ou Gaia), Thor Odinson é o príncipe de um outro mundo existente numa dimensão acima de Midgard, a Terra. Nesse mundo existem outros diversos reinos, como por exemplo, a terra dos gigantes de gelo (Jotunheim e Valhala, o lugar para onde vão os espíritos dos guerreiros que morrem em combate). Trata-se justamente de uma adaptação da mitologia nórdica, traduzida no Universo Marvel como apenas mais uma dimensão paralela.
Os nove mundos de Asgard são ligados pela Ponte do Arco-Íris (Bifrost), que é guardada por Heimdall, o eterno guardião da ponte. Thor possui um irmão adotivo chamado Loki, o traiçoeiro deus das trapaças e mentiras. Devido à sua má índole e à inveja que sente por Thor, por ser este o filho mais querido de Odin, Loki está sempre a tramar a morte do irmão e a posse de Asgard.
Em sua juventude, Thor Odinson tinha comportamento arrogante e impulsivo e, em uma de suas aventuras, cometeu uma grave falta. Perseguindo um pássaro de pedra que causava muita destruição, acabou invadindo o reino dos Gigantes de Gelo e violou o tratado estabelecido por Odin. Para punir o filho e lhe ensinar a virtude que lhe faltava, este disse:
"Tu és o filho favorito de Odin! Além de valente e nobre, tua alma é imaculada! Mas ainda assim és incompleto! Não tens humildade! Para consegui-la deverás conhecer a fraqueza… sentir dor! E para isso necessitas deixar o Reino Dourado e despir-te de tua aparência divina! A Terra, lá aprenderás que ninguém pode ser verdadeiramente forte se, em realidade, não for humilde! Por um tempo não mais serás o Deus do Trovão! A tua memória também tirarei! Agora, vai! Uma nova vida te espera!".
Assim nasceu o Doutor Donald Blake, com as memórias de uma vida humana, sem saber quem era na verdade. Sendo um talentoso médico, porém manco de uma perna, Thor foi, pouco a pouco, aprendendo a lição da humildade até que seu destino se cumpriu.
Na primeira aventura de Thor Odinson como Donald Blake publicada pela Marvel, ele avistou uma nave espacial que trazia a bordo os seres conhecidos como Homens de Saturno. Ao fugir deles, entra na caverna e encontra o martelo mágico. Como curiosidade, os fãs observaram que os alienígenas tinham a mesma aparência de personagens de uma história anterior de Jack Kirby, na fase pré-Marvel. A trama tinha a ver com as misteriosas estátuas da Ilha de Páscoa, e os perfis dos alienígenas são bem semelhantes aos das cabeças dos monumentos (moais) erigidos pelos lendários nativos. Ao bater o cajado contra o chão, ele transformou-se no Poderoso Thor e em sua mão estava o fiel martelo mágico Mjolnir, que só podia ser levantado por Thor ou alguém de igual nobreza de alma. Aos poucos, suas memórias retornaram, e quando encontrou Odin toda a verdade lhe foi revelada.
Assim, Midgard (a Terra) ganhou mais um poderoso defensor, pois a compaixão de Thor com os mortais e a ligação mística com sua mãe fez com que ele preferisse, por várias vezes, continuar em Midgard à retornar definitivamente à Asgard, mesmo recebendo punições de Odin (tais como a vez em que foi privado de metade de seus poderes).
Thor Odinson, na época em que estava "transmutado" em Don Blake, era apaixonado pela sua enfermeira, Jane Foster, que todavia só estava interessada no deus nórdico. Para aproximar seu personagem da mitologia, Lee/Kirby fizeram com que Thor a levasse para Asgard, para se casar com ela, mas Odin mostrou que a garota não estava preparada para viver com os deuses. Thor acabou se convencendo disso e deixou Jane de lado, passando a namorar a deusa Sif. A partir daí, formou-se um triângulo amoroso envolvendo o casal e o melhor amigo de Thor, o valente deus Balder. As constantes ausências de Thor prejudicaram o relacionamento com Sif, fazendo com que a deusa se tornasse uma personagem secundária.
Atuando como ativo herói na Terra, Thor Odinson foi um dos fundadores da equipe dos Vingadores ao lado do Homem de Ferro, Homem-Formiga, Vespa e Hulk. Permanecendo na equipe por muitos anos, Thor se envolveu em inúmeras batalhas para defender os seres humanos, sendo mundialmente reconhecido como um herói de grande valor.
Na sua última saga, o Ragnarok é finalmente desencadeado por Loki e demais inimigos de Asgard.
Todos os deuses morrem com exceção do próprio Loki (decapitado) e de Thor, possuidor de todos os poderes de Odin. Thor descobre que são apenas marionetes de seres ainda mais poderosos que eles próprios, "Aqueles que vivem nas sombras", que alimentam-se do ciclo contínuo de morte e renascimento dos deuses nórdicos.
Determinado a não permitir que isso continue, Thor rompe o padrão de morte e renascimento causando a morte definitiva dos orgulhosos deuses nórdicos.
Posteriormente seu martelo reaparece no oeste americano, sendo encontrado pelo governo, o Doutor e pelo Quarteto Fantástico.

## Poderes e habilidades
Thor é virtualmente um deus de outra realidade, possuindo vastos poderes. Desta maneira, possui uma enorme força e velocidade sobre-humanas. Também é capaz de controlar os elementos da tempestade, gerando trovões, relâmpagos, raios, furacões e geadas. Além de possuir armas poderosas, como o martelo mágico Mjölnir.
Força Divina: Thor é muito importante por ser o mais forte entre os asgardianos, capaz de erguer sem esforço objetos que pesam milhões de toneladas como até montanhas, a força dele é tão grande que pôde até mesmo girar a árvore Yggdrasil em sentido contrário.
Super Resistência: a resistência de Thor é tão grande que o deixa invulnerável a ataques de energia, fogo e frio extremos, tiros de alto calibre, bombas atômicas e ataques da manifestação da fênix.
Super Velocidade: sua velocidade, agilidade e reflexos estão acima de um humano, sendo capaz de se movimentar a altas velocidades, desviar de ataques físicos e de energia facilmente.
Vígor Super-Humano: o metabolismo acelerado de Thor lhe permite se exercer fisicamente por várias horas sem se cansar.
Longevidade: Thor é quase imune ao envelhecimento, sendo que apesar de viver há milhares de anos, ainda tem a aparência de um jovem adulto asgardiano. Por muitas vezes considerado imortal, pelos outros asgardianos.
Fator de Cura Acelerado: Thor pode regenerar ferimentos em questões de minutos, mas em nível inferior a seres como Wolverine e Hulk.
Invulnerabilidade: ser um deus cuja herança é ser meio asgardiano e meio deus-balder oferece a Thor invulnerabilidade e imunidade a doenças humanas, toxinas, venenos, corrosivos, fogo, eletrocussão, asfixia e ele tem imunidade ao calor, temperaturas a baixo de zero e envenenamento por radiação. Foi capaz de suportar explosões celestiais, o golpe do machado de Skurge, o Executor e sobreviver a um esfaquiamento diretamente.
Super Sopro: Thor pode usar sua respiração para criar ventos com uma força semelhante a de um furacão.
Auto-Sustentação: Thor é capaz de sobreviver no vácuo do espaço sem precisar dormir, respirar, comer ou beber para sobreviver.
Controle da Terra: após sua ressurreição, Thor aceitou sua herança como filho da Deusa Gaea e ganhou a capacidade de controlar a Terra. Ele demonstrou essa habilidade ao poder criar abismos e terremotos continentais que estão fora da Escala Richter na própria Terra. Ele pode controlar deslizamentos de terra e avalanches.
Transcendente de Dimensões: quando ficou preso no Tesseract (uma prisão dimensional do Colecionador), Thor determinou os limites do Tesseract e escapou.
Manipulação de Energia: ele é capaz de controlar, gerar, projetar e absorver energia. Thor afirmou que depende do poder do Mjölnir frequentemente, pois ele oferece poderes e habilidades que normalmente não teria, mas o martelo, porém, é só uma ferramenta, e Thor possui habilidades para manipular a energia natural sem o Mjölnir, ele utiliza essa energia pra manipular o clima e suas variações. Durante o Ragnarök, Thor viu sua família e amigos caírem perante o exército de Loki e ele sentiu em si mesmo, uma força que ele nunca havia sentido antes e projetou uma explosão de energia tão poderosa que nocauteou Durok, o Demolidor; que era tão poderoso quanto Thor, que numa ocasião não foi capaz de derrotá-lo mesmo usando seu martelo.
Atmocinese: ele é capaz de manipular o clima e dominar todos os seus elementos, podendo fazer muitas coisas. Pode alterar a pressão atmosférica a Temperatura e Umidade. É capaz de controlar os elementos climáticos, podendo criar chuvas torrenciais, tempestades, furacões, tempestades cósmicas, trovões, relâmpagos, tufões, redemoinhos, tornados, neve, neblina, gelo e etc. E tambem pode invocar todos os elementos de uma vez só. Pode também sentir qualquer movimento e alterações nas camadas da atmosfera e camadas oceânicas. Em situações extremas, pode provocar um terremoto ou um tsunami; Pode juntar a água com a luz, e com a manipulação da névoa se tornar parcial ou completamente invisível, ele também conseguiu criar uma chuva de fogo.
Aerocinese: Thor é capaz de controlar, gerar ou absorver o elemento ar. Isto inclui produzir rajadas de ventos, tornados e aumentar a pressão do ar para esmagar coisas, diminuir a resistência do ar e derivados em geral, capaz de controlar as correntes aéreas, criando desde brisas suaves a furacões furiosos. Usa as correntes de ar como escudo contra armas de fogo, bombas e gases. Pode flutuar com suas correntes de ar.
Criocinese: Thor pode controlar gelo, pode reduzir a temperatura e assim congelar qualquer coisa, podendo fazer uma chuva de granizo poderosa.
Eletrocinese: Thor geralmente usa o Mjölnir para canalizar suas habilidades de tempestade, mas ele é capaz de descarregar relâmpagos de suas mãos. Quando usa seus poderes de eletrocinese, se mantém em sintonia plena. Como não é possível desintegrar energia pura, um corpo em sintonia plena com energia (no caso, eletricidade) também não pode ser desintegrado, o que torna Thor imune a poderes de desintegração molecular. Thor foi capaz de gerar correntes elétricas e direcioná-las até mesmo no espaço, o que seria fisicamente impossível. Ele convocou um raio do céu sem o Mjönir para acertar e reviver Hogun. Ele convocou um relâmpago para atacar Hércules quando este perdeu o controle de si mesmo. Ele também foi capaz de rejuntar uma lua danificada com o seu relâmpago.
Manipulação da Chuva: Thor pode invocar uma chuva sem o uso do Mjölnir. Como quando invocou uma chuva para abençoar a terra em que Kurse caiu, durante o Ragnarok.

### Poderes fornecidos pelo Mjölnir
- Ligação Mística: o Mjölnir obedece aos comandos de Thor como se estivesse vivo (mais tarde foi revelado que o martelo realmente tem sua própria sensibilidade), e se a vontade de Thor é forte o suficiente, o martelo pode passar por quase qualquer barreira para alcançá-lo se ele assim escolher, o Mjölnir vai até mesmo atravessar o centro de planetas inteiros para voltar a Thor. Mjölnir também pode transformar Thor em seus trajes civis. Quando Thor é civil, o martelo se torna uma antiga bengala de madeira. Antigamente, Thor se transformava novamente em sua forma mortal se ficasse separado do Mjölnir por mais de 60 segundos. Uma variação desse poder foi revelada quando o Mjölnir transformou-se temporariamente na forma humana de Jane Foster para enganar os agentes da S.H.I.E.L.D. Eles pensaram que Jane e Thor eram duas pessoas separadas. No entanto, Mjölnir explicou que esse poder exigia uma grande energia e provavelmente só poderia ser feito novamente depois de 100 anos.
- Manipulação do Tempo: o Mjölnir concede a Thor a capacidade de controlar os elementos básicos de uma tempestade, ou seja, chuvas, ventos, trovões, raios e muito mais (embora Thor possa controlá-los sozinho, parece que Mjölnir aumenta essa capacidade). Ele pode criar furiosas tempestades elétricas, com trovões, raios, ventos de furacão, tornados, tempestades de neve, maremotos, explosões de vulcões, terremotos e chuvas torrenciais em planetas inteiros, com aviso prévio. Ele também pode criar qualquer um desses fenômenos individualmente. Outro aspecto desse poder permite que ele pare qualquer uma dessas condições climáticas instantaneamente. Thor pode criar tempestades em escala planetária ou maior, se necessário, e não se limita aos limites normais da natureza e pode ir além e desafiar o clima natural que pode fazer, como criar chuva no espaço onde não há atmosfera. A capacidade de Thor de controlar e criar tempestades se estende a todas as tempestades, como ele demonstrou ao controlar e criar tempestades temporais furiosas no tempo, criar flares solares, poderosos ventos estelares no espaço e assim por diante.
- Voo: Thor é capaz de lançar Mjölnir com grande força e segurando a tanga de couro, é capaz de voar através do ar a enormes velocidades. Enquanto está numa atmosfera parecida com a da Terra, Thor geralmente voa aproximadamente a velocidade do som, aproximadamente 670 km/h. Thor pode voar tão rápido que chega a ficar invisível a olho nu. Ele já foi capaz de voar três vezes a velocidade da luz e ainda alcançar velocidades muito maiores do que isso. Foi estabelecido que a velocidade do martelo de Thor transcende tanto o tempo quanto o espaço. Mjölnir também pode realizar manobras complicadas no ar e mudar o curso no meio do voo apenas com um pensamento.
- Projeção de Energia: com Mjölnir, Thor pode projetar potentes explosões místicas de energia. Ele pode até canalizar energias para ataques de energia mais fortes.
- Explosão de Deus: Thor é capaz de canalizar quantidades diferentes de energia piedosas em combinação com as propriedades místicas do Mjölnir, que podem ser canalizados através dele para uma única explosão maciça conhecida como a explosão de Deus. A explosão de Deus é tão poderosa e destrutiva que provou ser capaz de destruir seres tão grandes e tão poderosos como o ser Galactus, que foi forçado a fugir para salvar sua vida. Thor pôde jogar a explosão de deus no núcleo de Ego, o Planeta Vivo e em seu irmão, Alter-Ego deixando-os comatosos. Ele também usou a explosão de deus para derrotar Surtur, Ymir, Fanático e Zelia.
- Anti-Força: Thor é capaz de produzir uma explosão conhecida como a Anti-Força que é capaz de aniquilar planetas inteiros. Essa explosão é tão poderosa que com apenas uma única emissão, Thor foi capaz de derrubar e aparentemente matar a poderosa entidade Mangog.
- Termo-Explosão: Thor tem a capacidade de produzir uma termo-explosão que agita o universo, capaz de dizimar mesmo planetas inteiros e seres tão poderosos como Ego, o Planeta Vivo.
- Barreiras: com Mjölnir, Thor é capaz de criar barreiras poderosas, forçar campos e vórtices impenetráveis. Nem mesmo as armas mais avançadas da Terra poderiam enfraquecer o campo de barreiras de Thor que protegia a sede da U.N. Thor afirmou que ele poderia ter contido um ataque de flash cósmico de Stellaris, essa explosão foi forte o suficiente para destruir o planeta Terra. Esses vórtices e barreiras são tão imensamente duráveis que Thor foi capaz de conter completamente a explosão gerada por uma bomba de vida, que é tão poderosa que teria destruído completamente um quinto do Universo Marvel, sem que o vórtice quebrasse, o que significa que Thor literalmente conteve uma explosão que era capaz de aniquilar milhões e milhões de galáxias.
- Sensibilização de Energia: Mjölnir pode detectar praticamente todos os tipos de energia, reage particularmente à energia psíquica do mal, e a energia sobrenatural. Mjölnir também pode rastrear o padrão de energia de alguém escondido, detectar a aura de qualquer Asgardiano por sua descarga de elétrons e pode sentir e rastrear a energia que irradia de objetos místicos.
- Absorção e Redirecionamento de Energia: Thor é capaz de usar o Mjölnir para absorver qualquer explosão de energia direcionada para ele como meio de ataque. Uma vez que a energia é absorvida, Thor pode redirecioná-la ampliada muitas vezes para a fonte ou usá-la como uma arma. Thor usou Mjölnir para refletir a enorme e perigosa quantidade de energia que estava sendo emitida pela arma biológica implantada no corpo da Vespa pelos Skrulls de volta para ela, enquanto todos os outros super-humanos da Terra estavam desamparados. Thor usou Mjölnir para absorver toda a fonte de energia de Ultron, o poder cósmico do Surfista Prateado, magnetismo, como o campo magnético pessoal de Magneto e uma parte do campo magnético planetário da Pangoria. A capacidade de Mjölnir de absorver energia é tão poderosa que ele conseguiu absorver, conter e redirecionar toda a energia da Bomba Nula, que era poderosa o suficiente para destruir toda a galáxia, absorvendo energias místicas, como a chama mística de Plutão. Ele até conseguiu absorver uma parte das energias místicas de todos os dioses da Terra e absorveu as energias eletromagnéticas.
- Manipulação da Matéria: ao girar Mjölnir de forma precisa às velocidades ciclotrônicas, Thor pode manipular a matéria à nível molecular para uma vasta escala, o que lhe permite criar outras configurações e até mesmo lhe permitir transmutar os próprios elementos. Esta habilidade ficou evidente ao transmutar o corpo de madeira e ferro do Homem-Absorvente em hélio gasoso.
- Ressurreição: ao canalizar seu poder através do Mjölnir, Thor conseguiu ressuscitar um homem que ele erroneamente matou.
- Manipulação das partículas alfa: o martelo de Thor pode aproveitar as partículas alfa da atmosfera para usá-las para atomizar qualquer armamento.
- Negação da energia mística: ele usou essa habilidade no próprio Fanático para negar as energias místicas que lhe concedem sua invulnerabilidade mística, lhe permitindo derrotá-lo em combate. Ele também conseguiu impedir que Mephisto levantasse as almas humanas para a Dimensão das trevas.
- Projeção de energia cósmica: o Mjölnir permite que Thor produza e manipule a energia cósmica a um limite desconhecido para vários propósitos.
- Manipulação do Espectro Eletromagnético: Thor foi capaz de absorver e manipular as energias eletromagnéticas da Nave-Mãe Celestial.
- Invisibilidade e Intangibilidade: Thor pode se tornar ou tornar outros, usando o Mjölnir, completamente intangíveis ou invisíveis.
- Recuperação de Eventos: Thor pode usar Mjölnir para recordar eventos passados.
- Transmigração de Almas: o martelo de Thor tem a capacidade de manipular as almas.
- Absorção de Força Vital: Thor usou essa habilidade no vilão da Presença, que foi forçado a se render para evitar que fosse morto.
- Detecção de Ilusões: o Mjölnir pode distinguir imagens, hologramas e diferentes ilusões da realidade: Thor ordenou o martelo para atacar Mephisto, que estava escondido entre imagens falsas de si mesmo.
- Mensagens Interdimensionais: Thor pode usar Mjölnir para enviar mensagens psíquicas entre os Nove Reinos.
- Transformação: quando Thor estava vivendo na Terra sob sua aparência mortal, ele poderia usar Mjölnir para sair de sua forma como Donald Blake para Thor e vice-versa. Thor perde essa habilidade quando Odin separa permanentemente os dois.
- Imunidade a Outras Forças: mesmo sem ativar os poderes de Mjölnir, o martelo de Thor, encantado por Odin, é impermeável a quase todas as formas de mudança, como ele mesmo afirmou que nenhum poder no universo, a não ser o Pai de todos poderia afetar Mjölnir, mostrado quando os esforços mágicos de Amora durante seu primeiro confronto com Thor para transformá-lo numa serpente mortal foram em vão.
- Cronocinese: Mjölnir pode dobrar o espaço-tempo para permitir a si mesmo e seu detentor  viajar através tempo. Mjölnir perdeu essa habilidade quando Thor foi convencido por Immortus para removê-la para ajudar o planeta Phantus, que estava preso no Limbo. Isso foi revelado mais tarde para ser um engano por Immortus para privar os Vingadores de seus principais meios de viajar no tempo. Apesar disso, Mjölnir ainda é capaz de manipular o tempo, na medida em que Mister Gryphon tentou usá-lo como parte de seu plano para retornar para casa apenas para ser derrotado pelo paradoxo temporal de duas versões diferentes do martelo se golpeando.
- Teletransporte Interdimensional: Ao agarrar Mjölnir pela tanga de couro e girando rapidamente, Thor pode canalizar energias para fins de Buracos de Minhoca através de um vórtice e neste tempo de vórtice insignificamente, significa que ele e outros podem passá-lo para seus destinos instantaneamente. Ele pode abrir portais que lhe permitem viajar através de locais, não importa quão grande seja a distância em momentos ou mesmo em dimensões inteiras, como que o fez para viajar de Asgard para a Terra e vice-versa. Thor usou Mjölnir para rasgar o tecido do universo para enviar Surtur e Ymir para a Dimensão da Morte e enviar uma população inteira para o Limbo,  Thor também pode usar o Mjölnir para viajar através de portais em qualquer lugar dentro da mesma dimensão.
- Allspeak: graças ao Allspeak, o usuário do Mjölnir pode se comunicar com qualquer raça existente no universo.[22]

### Habilidades
- Mestre em Combate Corpo-a-Corpo: devido aos seus milênios de idade, se tornou um mestre de todo tipo de combate, desarmado, com espadas, lanças ou martelos.
- Grande Estrategista: por um milênio, ele liderou Asgard na batalha contra forças esmagadoras com grande liderança e empregando estratégias e táticas eficazes. Thor serve como a primeira escolha para defender Asgard de seus inimigos. Ele ganhou a confiança de seus colegas asgardianos para segui-lo nas batalhas. Quando Odin morreu após sua luta contra Surtur, toda a Asgard estava por trás da ideia de seguir Thor como o novo Rei de Asgard.
- Resistência Mental: Thor tem a capacidade de resistir à influência mental de outros seres. Ele resistiu a um ataque mental dos Rigellians,  a música mágica de Ares, um ataque mental de Glory, a tentativa de Morgana le Fay de dominar sua mente, resistiu ao poder do Olho de Horus e à explosão da mente do Super-Bastante.
- Limitado Conhecimento de Magia: Thor conseguiu lançar uma ilusão, depois de anos assistindo as proezas de Loki na manipulação da magia.
- Allspeak: Graças ao Allspeak, Thor pode se comunicar em todas as línguas dos Nove Reinos, dialetos da Terra, entre outras várias línguas alienígenas.

### Armas
- Espada de Odin, Ragnarök: Thor usou essa espada para matar seu Cul (a Serpente).
- Jarnbjørn: um machado de batalha forjado pelos anões que Thor exerceu muito antes do Mjölnir. Kang enganou Thor para colocar um encantamento sobre ele para perfurar a armadura de celestiais ou armaduras criadas usando tecnologia Celestial. Thor o perdeu há séculos, mas recentemente o recuperou dos Apocalypse Twins. Além de perfurar armaduras celestiais, Jarnbjörn é um instrumento de força contundente efetivo, Thor o usou para matar Gorr e escapar de um dos chifres de Red Onslaught.

## O martelo Mjölnir
Odin criou para Thor a mais fiel e poderosa arma possível, o martelo Mjolnir. Feito de um minério místico especial chamado Uru e forjado no coração de uma estrela pelos Deuses ferreiros de Asgard, Brokk e Eitri, os lendários ferreiros. Essa fantástica arma, quando arremessada, sempre retorna à mão do possuidor. O Martelo mágico também é capaz de criar portais entre dimensões, desferir golpes poderosos, além absorver qualquer tipo de energia e relançá-la ampliada. Thor, ao girar o martelo místico a incríveis velocidades, cria um escudo intransponível.  Como se não bastasse, o martelo ainda é imbuído com diversos encantamentos misteriosos. De acordo com a magia colocada no martelo, somente aquele que fosse digno poderia erguê-lo, um subterfúgio criado por Odin, temendo que arma tão poderosa pudesse cair em mãos errôneas e perigosas.
Durante a fase que ainda tinha que viver como mortal, para permanecer como Thor, Donald Blake não podia ficar sem a arma mística por mais de 1 minuto. Na saga onde Bill Raio Beta adquire poderes como os de Thor, essa fraqueza é eliminada junto com o encantamento que o transformava em Blake.
O Encantamento do Digno: O encantamento do martelo faz com que somente alguém digno o suficiente possa erguê-lo, fazendo com que os inimigos de Thor, ou qualquer um com objetivos não nobres nunca consigam se apossar da arma encantada, pois não são dignos de usá-la. Além disso, não basta ter apenas a intenção heróica ou mesmo agir como tal. O coração deve ser tão puro ou mais que o do próprio Thor. Um nobre guerreiro alienígena chamado Bill Raio Beta, conseguiu tal proeza e, após duelar com Thor, recebeu de Odin um outro martelo chamado Rompedor de Tormentas. Um segundo martelo seria dado a um humano chamado Eric Masterson que se tornaria o super-herói Trovejante (Thunderstrike, no original), uma versão mais fraca e humanizada do Poderoso Thor. Também já foi capaz de erguer o martelo o Capitão América; e, obviamente, o próprio Odin.

## Identidade secreta
Em suas primeiras histórias, Thor tinha como identidade secreta a do médico manco Dr. Donald Blake (como punição recebida de Odin, para que ele aprendesse o dom da humildade). Após evoluir como pessoa, ele foi abençoado por Odin e abandonou essa identidade.
Anos depois, em um período de grande afinidade com Midgard, ele assumiu outra identidade secreta: a de um operário/engenheiro da construção civil chamado Sigurd Jarlson, disfarçado apenas com roupas civís, óculos de grau e rabo-de-cavalo.
Bem depois, e por um curto período de tempo, o martelo/cajado foi empunhado por Erik Masterson, que se transformava em Thor porque também era "digno". Após devolver o martelo ao dono verdadeiro (Donald Blake), Erik Masterson recebeu de Odin um 2º martelo e passou a se transformar no super-herói "Trovejante", com poderes bem parecidos com os do deus do trovão, porém em um nível menor. Thor também passou um bom tempo tendo como identidade secreta o paramédico e motorista de ambulância, Jake Olsen.

## Em outras mídias

### Desenhos animados
- A primeira aparição de Thor foi em um segmento próprio no seriado de 1966 The Marvel Super Heroes, que tinha uma animação limitada vinda da xerografia dos quadrinhos originais.
- Em 1981, participou de um episódio de Homem-Aranha e Seus Amigos, em que Loki se passa por Thor e ataca Nova York.
- Thor fez aparições nos desenhos Quarteto Fantástico e O Incrível Hulk dos anos 90. Seu dublador original era o conhecido ator John Rhys-Davies.
- Thor aparece na serie animada dos Vingadores nos anos 90 (The Avengers: United They Stand) porem ele só aparece na abertura e mencionado como um dos membros fundadores dos Vingadores.
- É um dos protagonistas de Esquadrão de Heróis.
- O DVD animado Hulk Vs., de 2009 traz o curta Hulk Vs Thor.
- Em 2010 aparece em Vingadores: Os Heróis mais Poderosos da Terra.
- Em 2013 é um dos protagonistas da serie Os Vingadores Unidos (Avengers Assemble)
- Thor fez aparições nos desenhos Ultimate Homem-Aranha (Ultimate Spider-Man) e Os Guardiões da Galáxia da Marvel (Guardians of the Galaxy)
- Thor é um dos protagonistas da serie Marvel Disk Wars The Avengers e Marvel Future Avengers, animes japonês baseados nos Vingadores.
- Thor fez aparições nos curtas animados Marvel Super Hero Adventures.[23]

### Filmes
- A primeira versão live-action de Thor foi no telefilme O Retorno do Incrível Hulk, de 1988. Neste filme, continuação da série do Hulk, Thor (Eric Allan Kramer) e Donald Blake (Steve Levitt) eram pessoas diferentes, com o segundo sendo capaz de conjurar o deus direto de Asgard.
- Os Supremos - O Filme e Os Supremos 2: Descubra o Poder da Pantera (ambos de 2006) trazem um Thor inspirado na versão Ultimate.
- Thor é um dos personagens de Next Avengers: Heroes of Tomorrow, onde tem uma filha, Torunn.
- Em 2011 foi lançado o Filme, Thor: Tales of Asgard onde Thor é um adolescente, ele junto com Loki resolvem provar suas habilidades e viajam clandestinamente no navio dos Três Guerreiros, em busca da lendária espada mágica do demônio Surtur

#### Universo Cinematográfico Marvel

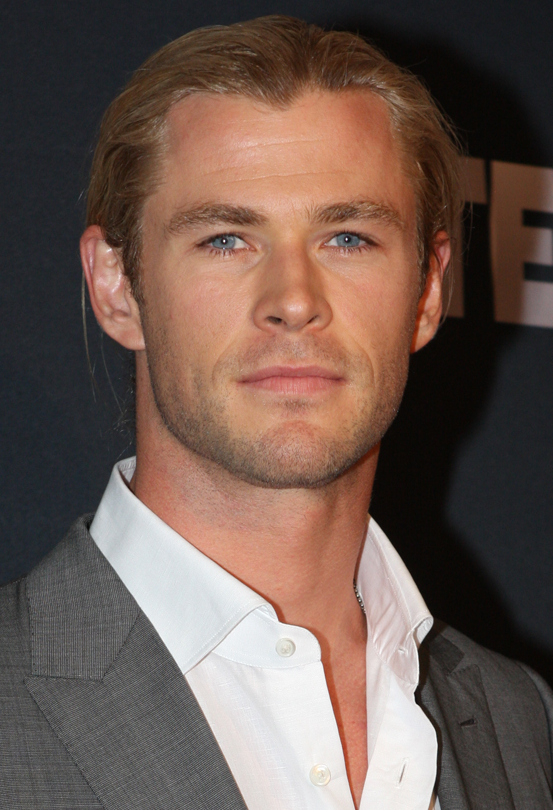
Chris Hemsworth interpreta Thor no cinema.

Thor é interpretado pelo ator australiano Chris Hemsworth no Universo Cinematográfico da Marvel.
- Thor é aludido na cena pós-créditos de Homem de Ferro 2, na qual a S.H.I.E.L.D. encontra o Mjölnir em uma cratera no Novo México.
- Ele aparece pela primeira vez em seu filme solo, Thor (2011), onde precisa provar que é digno de seu martelo e herança após ser banido à Terra por Odin.
- Em Os Vingadores (2012), Thor se junta ao grupo para deter Loki e levá-lo á justiça de Asgard.
- Em Thor: O Mundo Sombrio (2013),[25] Thor busca impedir Malekith e seu plano para levar os Nove Reinos a total escuridão.
- Em Vingadores: Era de Ultron (2015), se junta novamente a equipe de heróis, dessa vez, para recuperar o Cetro de Loki. Ao derrotarem Ultron, Thor deixa os Vingadores para buscar respostas sobre as Joias do Infinito.
- Thor reaparece na cena dos créditos de Doutor Estranho (2016), tirada de seu filme solo lançado no filme seguinte, pedindo a ajuda de Stephen Strange para encontrar Odin, seu pai, que está desaparecido.
- Em Thor: Ragnarök (2017), Thor tem seu martelo destruído por Hela, a Deusa da Morte, e acaba indo parar no planeta Saakar, onde terá de enfrentar o campeão dos gladiadores, Hulk. Juntos e com novos aliados, eles precisam deter Hela e impedir a destruição de Asgard. No entanto, Asgard acaba sendo destruída, com os sobreviventes escapando na nave que Thor trouxe de Sakaar.
- Vingadores: Guerra Infinita (2018) começa do fim de Ragnarok, onde a nave de Thanos abordou a dos sobreviventes de Asgard, e após o ataque metade dos tripulantes da nave estão mortos. Thanos nocauteia Thor, pega a Jóia do Espaço de Loki, e mata Loki e Heimdall antes de destruir a nave. Thor é encontrado pelos Guardiões da Galáxia flutuando em meio aos destroços, e convence Rocket Raccoon e Groot a acompanhá-lo para a forja celestial onde poderá criar uma nova arma na sua busca por vingança. No final do filme Thor quase mata Thanos com seu machado Stormbreaker (que nos quadrinhos é a arma de Bill Raio Beta), mas Thanos sai vitorioso e consegue matar metade da vida em todo o universo. Thor é um dos únicos heróis a sobreviver.
- Em Vingadores: Ultimato (2019), depois que Thor descobre que Thanos destruiu as Pedras do Infinito para impedir seu uso novamente, decapita o inimigo para matá-lo. Cinco anos depois, um Thor deprimido, obeso e alcoólatra lidera os sobreviventes remanescentes de Asgard, que criaram uma colônia na Noruega. Quando Scott Lang leva os Vingadores a conceberem a ideia de usar a viagem no tempo para obter as Joias do Infinito para salvar o universo, Thor se junta a missão, e ele e Rocket voltam para Asgard à época de Thor: O Mundo Sombrio para retirar a Joia da Realidade que contaminara Jane Foster, e na visita Thor se revitaliza ao conversar com sua mãe Frigga, tendo a despedida que não conseguiu quando ela morreu vítima dos elfos de Malekith, e leva Mjolnir do passado com o intuito de devolver. A missão é um sucesso e as vidas dizimadas por Thanos são ressuscitadas com o poder das Joias, mas então um Thanos do passado que descobriu sobre a missão aparece querendo as Joias e destruir o universo para reconstruí-lo em sua imagem. Thor é um dos que combatem o Titã Louco, inicialmente usando Mjolnir e Stormbreaker antes de deixar o Capitão América usar o martelo, e as forças de Thanos são destruídas após o sacríficio do Homem de Ferro. Após o funeral de Tony Stark, Thor abdica como rei de Asgard e torna Valquíria a nova rainha, antes de se juntar aos Guardiões da Galáxia.
- Thor: Amor e Trovão (2022) tem Thor recuperando sua forma física enquanto cumpre missões com os Guardiões da Galáxia, deixando o grupo após ouvir um pedido de socorro de sua amiga Sif. Sif diz que diversas divindades estão sendo atacadas por Gorr, O Carniceiro dos Deuses, e ele está prestes a ir atrás de Nova Asgard. Quando chega para deter as forças de Gorr, é revelado Jane Foster conseguiu os mesmos poderes de Thor, dados pelos restos de Mjolnir que por um encantamento decidiram se reforjar em um martelo inteiro para Jane.
- Em Deadpool & Wolverine (2024), um dos vídeos nos monitores da Autoridade de Variância Temporal vê Thor chorando a morte de Deadpool.

### Videogames
- Nos RPGs Marvel: Ultimate Alliance, Marvel: Ultimate Alliance 2 e Marvel: Ultimate alliance 3: The Black Order, o Thor é jogável em todas as plataformas.
- Thor é um personagem jogável no jogo de luta Marvel vs Capcom 3: Fate of Two Worlds. No primeiro jogo da série, Marvel vs. Capcom: Clash of Super Heroes, era personagem para assistências.
- Marvel Super Hero Squad e Marvel Super Hero Squad: The Infinity Gauntlet, baseado no desenho e linha de bonecos homônima, tem Thor como personagem jogável.
- Thor: God of Thunder, baseado no filme, foi lançado em 2011.
- LEGO MARVEL Super Heroes, um dos principais personagens, possui o martelo Mjölnir, tem como habilidades voar, atirar o martelo e a capacidade de invocar o poder do relâmpago.